# Synagogue de Fontainebleau
La synagogue ou temple israélite de Fontainebleau est un édifice religieux juif à Fontainebleau, en France. Elle est édifiée à l'emplacement d'une ancienne synagogue qui a été incendiée sous l'Occupation.

## Situation et accès
L'édifice est situé à l'extrémité sud-est de la rue Paul-Séramy, devant la place du Bois-d'Hyver et non loin du centre-ville de Fontainebleau, elle-même au sud-ouest du département de Seine-et-Marne.
La parcelle sur laquelle repose l'édifice est adjacente aux jardins du château de Fontainebleau.

## Histoire

### Contexte
Un premier lieu de culte pour les juifs est installé par les frères Wahl dans un hôtel particulier rue des Trois-Maillets (voir AM Fblo) puis dans une maison sise rue des Maudinés (actuelle rue des Pins) derrière l'hôtel des Menus-Plaisirs. Dès 1845, les Juifs de Fontainebleau demandent le secours financier de la reine Amélie pour réparer la maison de Prières.[réf. nécessaire]

### Première synagogue
La première pierre est posée le 21 mai 1856. La construction trouve son financement grâce à une tombola lancée par la baronne de Rothschild.[réf. nécessaire] La cérémonie d'inauguration a lieu le 23 août 1857 et à cette occasion, les rouleaux de la Torah sont transférés de la maison rue des Pins[réf. nécessaire].

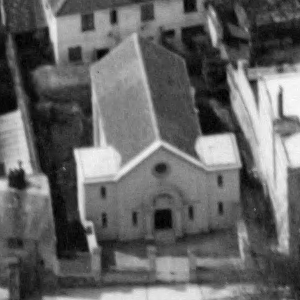
Vue aérienne de cette première synagogue, en avril 1935.

Depuis l'invasion de l'armée allemande en 1940, la synagogue subit des graffitis antisémites. Elle est incendiée les 10, 11 et 12 avril 1941, non par les nazis mais par des malfaiteurs français, qui n'ont pas été identifiés.
Une plaque en hommage à la première synagogue est apposée sur le mur de l'immeuble sis 36 rue Paul-Séramy :

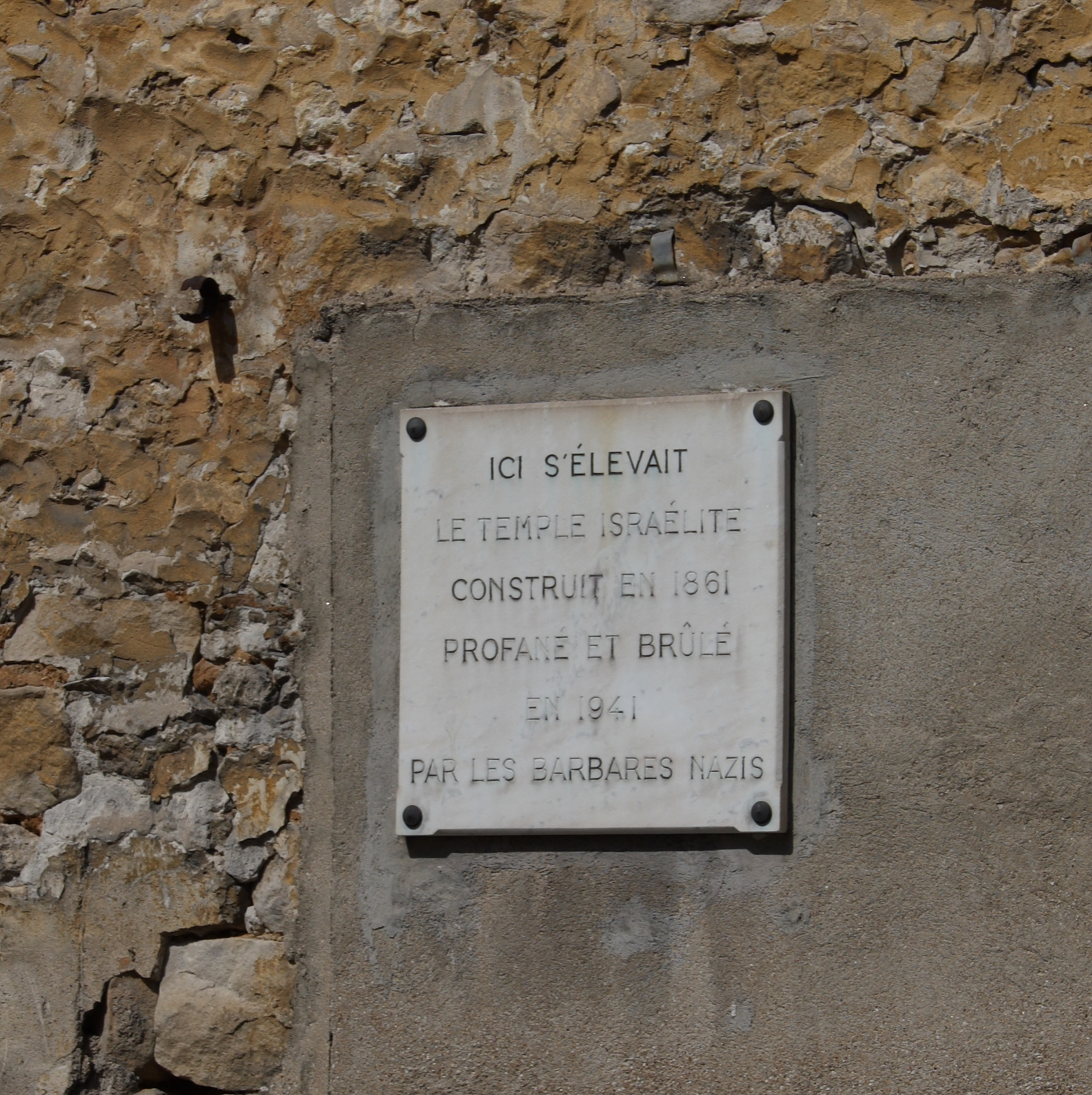
Plaque en hommage à la première synagogue

« Ici s'élevait le temple israélite construit en 1861, profané et brûlé en 1941 par les barbares nazis. »

### Synagogue actuelle
Une nouvelle synagogue est reconstruite après la guerre. La cérémonie d'inauguration a lieu le 4 avril 1965 en présence notamment de Jacob Kaplan (grand-rabbin de France), de Meyer Jaïs (grand-rabbin de Paris) et d'Alain de Rothschild (président du Consistoire israélite de Paris),.

## Structure
L'édifice adopte un plan rectangulaire. Des sculptures des Tables de la Loi surmontent l'entrée.